# Phot

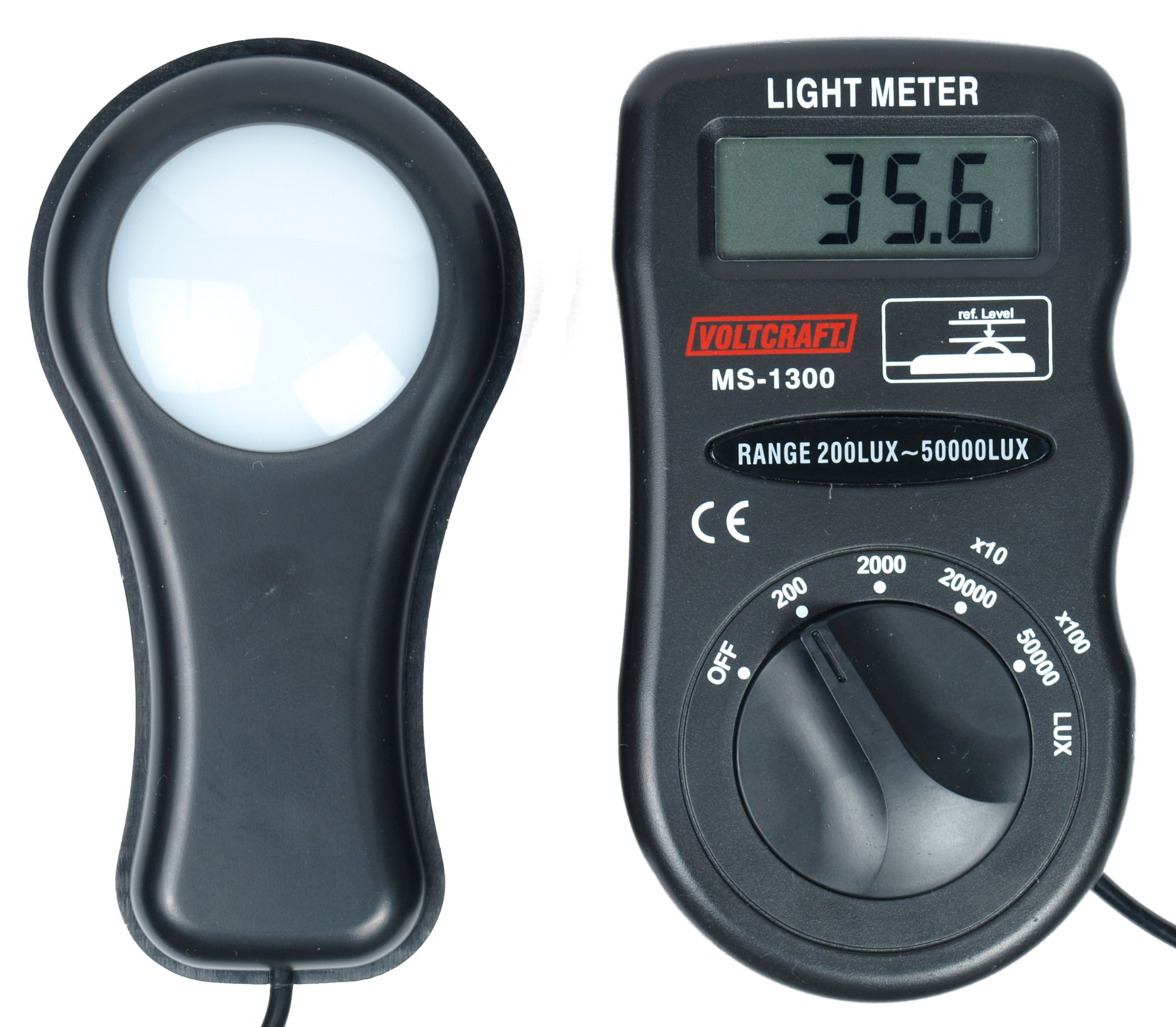
Fotometer zur Messung der Beleuchtungsstärke bis 50.000 Lux

Phot (ph) ist eine veraltete physikalische Einheit der Beleuchtungsstärke aus dem CGS-Einheitensystem. Der Name wurde 1921 von André-Eugène Blondel geprägt.
Es gilt
1 ph = 1 lm/cm2 = 104 lx
Das Phot wurde mit der Einführung des SI-Einheitensystems durch das Lux ersetzt.